# شهرك صنعتي بيرانشهر
شهرك صنعتي بيرانشهر هي قرية في مقاطعة بيرانشهر، إيران. يقدر عدد سكانها بـ 121 نسمة بحسب إحصاء 2016.